# Waschhaus (Maincy)

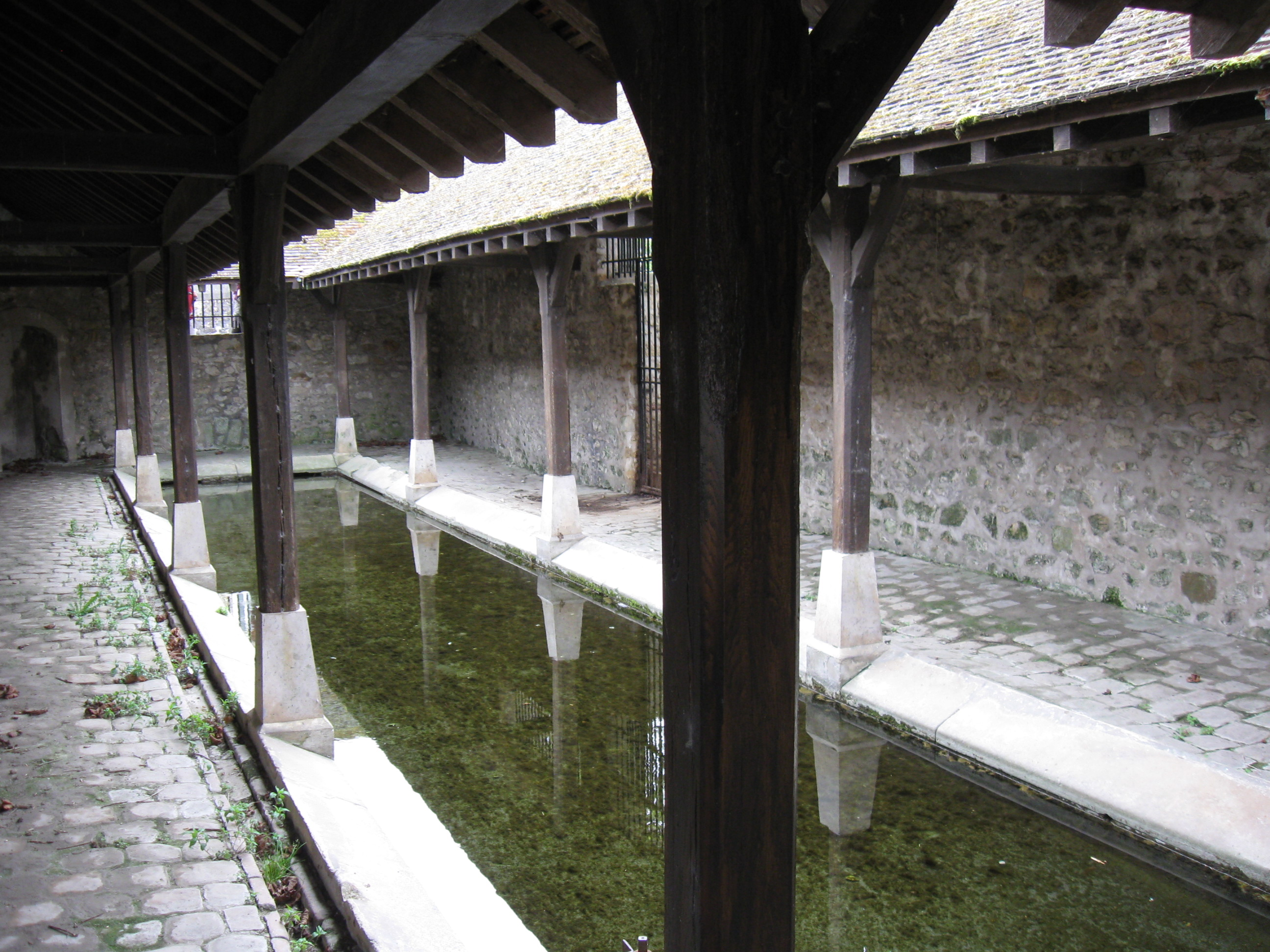
Waschhaus in Maincy

Das Waschhaus (französisch lavoir) in Maincy, einer französischen Gemeinde im Département Seine-et-Marne in der Region Île-de-France, wurde 1853 errichtet.
Das öffentliche Waschhaus aus Bruchsteinmauerwerk an der Place Aristide-Briand wird an allen vier Seiten von Pultdächern gedeckt. Entlang des länglichen Wasserbeckens knieten die Waschfrauen am Beckenrand, um die Wäsche zu waschen.
In den letzten Jahren wurde das Gebäude renoviert.